# Ashley Delaney
Ashley Jason Delaney , também conhecido como Ash Delaney (11 de abril de 1986), é um nadador australiano que conquistou uma medalha de prata nos Jogos Olímpicos de Pequim de 2008, no revezamento 4x100 metros medley. Ele não nadou na final, mas ganhou a medalha por ter disputado as eliminatórias.